# Renault Type I
La Renault Type I est un modèle d'automobile du constructeur automobile Renault de 1902.

## Historique
Le Type I est une version de la Type G, étudié pour la compétition.